# Chasmatopterus hirulus
Chasmatopterus hirulus är en skalbaggsart. Chasmatopterus hirulus ingår i släktet Chasmatopterus och familjen Melolonthidae. Utöver nominatformen finns också underarten C. h. baraudi.